# Lucien Lièvre
Lucien Lièvre, né le 27 mai 1878 à Paris 9e et mort le 27 mai 1936 à Paris 16e, est un peintre français.

## Biographie
Lucien Achille Édouard Lièvre est le fils de Édouard Lièvre artiste peintre, et Blanche Alexandre.
En 1926, il épouse Louise Marguerite Bloch, Paul Reynaud et Marcel Bain sont les témoins majeurs du mariage.
Il est mort en Paris à l'âge de 58 ans.

## Distinctions
- Médaille interalliée 1914-1918
- citation à l'ordre des armées le 26 juillet 1916
- Croix de guerre 1914-1918 (France) (étoile de bronze)
- grand prix de Madagascar de la Société des artistes français
- Prix de l'Indochine